# Clyde Newcomb
Clyde Newcomb, auch Clyde Newcombe (* um 1910; † nach 1947) war ein amerikanischer Jazzmusiker (Kontrabass).
Newcomb spielte ab 1930 im Tommy Bohn Penn-Sirens Orchestra von Ed Kirkeby, mit dem erste Aufnahmen für Odeon entstanden, in den späten 1930er-Jahren u. a. bei Bobby Hackett, Paul Whiteman, bei Eddie Condon and His Chicagoans („Nobody's Sweetheart“) und Bud Freeman („China Boy“). Mitte der 1940er-Jahre arbeitete er bei zunächst bei Vaughn Monroe, dann bei Gene Krupa and His Orchestra, 1947 noch bei Johnny Long. Im Bereich des Jazz war er von 1930 bis 1945 an 32 Aufnahmesessions beteiligt.